# Lista de filmes baseados na lenda do Rei Artur
Lista (parcial) de filmes baseados na lenda do Rei Artur
- 1949 – Adventures of Sir Galahad, seriado da Columbia Pictures dirigido por Spencer Gordon Bennet, com Nelson Leigh como Rei Artur e George Reeves como Sir Galahad.
- 1953 - Os Cavaleiros da Távola Redonda — dirigido por Richard Thorpe e estrelado por Robert Taylor (Lancelot), Ava Gardner (Guinevere), Mel Ferrer (Rei Arthur) e Anne Crawford (Morgana).
- 1954 - The Black Knight — dirigido por Tay Garnett e estrelado por Alan Ladd e Patricia Medina.
- 1954 - Príncipe Valente — dirigido por Henry Hathaway e estrelado por James Mason, Janet Leigh e Robert Wagner (como o Príncipe Valente).
- 1963 - Lancelot and Guinevere — dirigido por Cornel Wilde.
- 1963 - A Espada Era a Lei — longa-metragem de animação da Disney.
- 1967 - Camelot — dirigido por Joshua Logan e estrelado por Richard Harris (Rei Arthur), Vanessa Redgrave (Guinevere) e Franco Nero (Lancelot).
- 1972 - Arthur, o Rei dos Celtas (Le Roi des Celtes [tv]) - Sidney Hayers, Patrick Jackson, Peter Sasdy e Patrick Dromgoole,[1]
- 1973 - Gawain and the Green Knight — produção britânica.
- 1973 - Arthur dos Bretões Série para a TV britânica em 24 episódios.[2][3]
- 1974 - Lancelot du Lac — dirigido por Robert Bresson.
- 1975 - Rei Arthur, o jovem Senhor da Guerra (King Arthur, the Young Warlord)
- 1975 - Monty Python - Em Busca do Cálice Sagrado — dirigido por Terry Gilliam e Terry Jones
- 1979 - Perceval le Gallois — dirigido por Eric Rohmer.
- 1981 - Excalibur — dirigido por John Boorman e com Nigel Terry (Rei Arthur) e Helen Mirren (Morgana).
- 1984 - Sword of the Valiant: The Legend of Sir Gawain and the Green Knight — produção britânica.
- 1985 - Arthur the King — dirigido por Clive Donner e com Rupert Everett (Sir Lancelot) e Malcolm McDowell (Rei Arthur).
- 1989 - Na corte do rei Arthur — dirigido por Mel Damski e estrelado por Berlinda Tolbert, Emma Samms e Hugo Blick.
- 1990 - Les Chevaliers de la table ronde — produção francesa.
- 1991 - The Fisher King — produção americana na qual o personagem de Robin Williams acredita ser o Rei Pescador em busca do Santo Graal.
- 1992 - Ginevra — produção alemã.
- 1994 - Guinevere — filme para a televisão, com Sheryl Lee (Guinevere), Sean Patrick Flanery (Rei Arthur) e Noah Wyle (Lancelot).
- 1995 - O Primeiro Cavaleiro — dirigido por Jerry Zucker e estrelado por Sean Connery (Rei Arthur), Richard Gere (Lancelot) e Julia Ormond (Guinevere).
- 1996 - Coração de Dragão — dirigido por Rob Cohen e estrelado por Dennis Quaid e Julie Christie.
- 1997 - O Príncipe Valente — dirigido por Anthony Hickox e com Edward Fox como o Rei Arthur.
- 1998 - Quest for Camelot — filme de animação da Warner Bros.
- 1998 - Merlin — filme para a televisão, com Sam Neill, Helena Bonham Carter, Miranda Richardson, John Gielgud e Martin Short.[4]
- 1998 - A Knight in Camelot  telefilme americano da  Disney–ABC Television, com Michael York (Rei Arthur) e Ian Richardson (Merlin).
- 2001 - As Brumas de Avalon — dirigido por Uli Edel e estrelado por Anjelica Huston (Vivianne), Julianna Margulies (Morgana), Joan Allen (Morgause) e Samantha Mathis (Gwenwyfar).[5]
- 2002 - Aprendiz de Feiticeiro — produção sul-africana, com Robert Davi (Merlin) e Kelly LeBrock (Morgana).
- 2004 - Rei Arthur — dirigido por Antoine Fuqua e estrelado Clive Owen (Rei Arthur) e Ioan Gruffudd (Lancelot). [6]
- 2006 - O Aprendiz de Merlin - A Busca pelo Santo Graal — dirigido por David Wu e estrelado por Sam Neill (Merlin) e Miranda Richardson.
- 2008 - Merlin - Criadores: Julian Jones, Jake Michie, Johnny Capps, Julian Murphy e estrelado por Colin Morgan (Merlin) e  Bradley James  (Arthur).
- 2013- Avalon High — dirigido por Stuart Dillard, baseado no livro homônimo de Meg Cabot, estrelado por Britt Robertson e Gregg Sulkin.
- 2015-Once Upon a Time (quinta temporada).
- 2017 - Rei Arthur: A Lenda da Espada — dirigido por Guy Ritchie- estrelado por Charlie Hunnam (Rei Arthur); Àstrid Bergès-Frisbey (Maga) e Jude Law (Vortigern)